# 번조
번조(樊稠, ? ~ 195년)는 중국 후한 말의 장군으로 양주(涼州) 사람이다. 동탁 사후 이각, 곽사, 장제와 함께 수도 장안을 점령하였다. 장제를 제외한 3인이 장안에 머무르며 조정을 농단하였다. 침입해온 마등과 한수를 물리친 후 3인 사이에 권력 다툼이 벌어져 이각에게 목숨을 잃었다.

## 생애

### 하나로 뭉쳐
동탁의 부곡이었다. 192년(초평 3년) 동탁이 왕윤·여포 무리에게 주살당했다. 사면도 거부당한 이각, 곽사, 장제 등의 양주 사람들은 수천 명을 이끌고 동쪽에서부터 장안으로 진격해왔다. 이에 이런저런 세력들도 합류하니 장안에 육박했을 때는 10여만 명에 이르렀다. 번조도 그중 하나였다. 결국 장안과 헌제를 수중에 넣고 중랑장을 거쳐 우장군, 만년후(萬年侯)에 올라 거기장군 이각, 후장군 곽사와 함께 조정을 쥐락펴락하였다. 진동장군(鎭東將軍) 장제는 홍농으로 돌아갔다.

### 우리 양주끼리
194년(흥평 원년) 농우에서 활동하던 정동장군(征東―) 마등이 식량이 부족해 지양현(池陽縣, 지금의 산시성 징양현)의 것을 취하겠다며 장평관(長平觀)으로 왔는데 실은 시중(侍中) 마우(馬宇), 좌중랑장 유범(劉範), 전양주자사 충소(种劭), 중랑장 두품(杜稟) 등과 힘을 합해 이각 연립 정권을 몰아내려는 것이었다. 한수는 화해를 주선하다가 마등과 합세하였다. 이각의 조카 이리, 곽사와 함께 이들을 박살내고 괴리(槐里, 지금의 산시성 싱핑 시)까지 함락하였다. 충소, 유범 등 만여 명을 베고 양주로 달아난 마등, 한수를 추격하였다.
한수가 사람을 시켜 ‘천하가 혼돈에 빠져 앞일을 알 수 없는데 동향 사람끼리 사적인 원한이 있는 것도 아니고 사소한 차이만 있을 뿐 대개는 같으니 서로 좋게 얘기합시다. 후에 다시 보게 될지도 모르지 않소.’라는 메시지를 보내왔기에 서로 말을 탄 채 만나 팔을 맞대고 한참을 웃으며 대화한 후 귀환하였다. 당초 전투에 최선을 다하지 않아 번조에게 질책을 받았었던 이리가 대화 내용은 알 수 없으나 친밀해 보였다고 이각에게 보고하였다. 이각은 번조가 다른 뜻을 품은 것이 아닌가 의심하기 시작했다.

### 3인방의 분열
번조와 곽사도 이각처럼 개부하여 삼공과 합쳐 6개 부(府)가 되었으며 관리 임용에 관여하였다. 이각 3인방은 각자 자기 사람을 천거하려 했고 마음대로 안 되면 몹시 분노했다. 이에 순서를 정해 이각, 곽사, 번조가 번갈아 사람을 뽑는 바람에 삼공이 추천한 자들은 채용되지 못했다. 장안은 대낮에도 강도가 날뛰어 3인방이 성을 세 구역으로 나눠 치안을 살폈으나 통제는커녕 그 자제들도 종횡무진으로 횡포를 부렸다. 여기에 가뭄까지 겹쳐 곡식은 1곡(穀)에 50만 전, 콩과 맥곡은 20만 전에 달해 백성들은 인육을 먹고 길에는 백골이 쌓여 악취가 진동했다. 좌풍익에서 봉기한 강족들을 곽사와 같이 가 토벌하고 수천 명을 참했다.
195년 2월(음력) 번조는 장안의 동쪽으로 나가고 싶어 이각에게 병사를 더 붙여주기를 청했다. 이각이 부른 자리에서 술에 거나하게 취했는데 이각의 생질이자 기도위인 호봉(胡封)에게 목이 비틀려 죽었다. 이각이 시킨 짓으로 한수 건도 있었거니와 번조의 과단성과 용기, 사람을 모으는 능력을 꺼렸기 때문이었다. 이때껏 가후가 3인방의 아슬아슬한 관계를 중재해 왔건만 결국 이각과 곽사의 내전으로까지 치달았다.

## 삼국지연의
사서가 아닌 소설 《삼국지연의》에서는 서량에 있던 동탁이 환관을 주살하려는 하진의 부름에 응해 낙양으로 나서는 장면에서 이각, 곽사, 장제, 번조 4인방 세트가 이를 수행하는 것으로 첫 등장한다. 이후 정권을 차지한 동탁이 왕윤 무리에게 속아 선양을 받는 줄 알고 궁궐로 들어갈 때 4인방은 미오(郿塢)에서 대기하다가 동탁이 죽자 양주로 도피한다. 사면이 거부당한 4인방은 가후의 진언에 따라 장안으로 쳐들어가고 여포가 맞서온다. 이각이 작전을 구사하여 이각·곽사군이 여포군을 상대로 치고 빠지기를 반복하는 동안 장제·번조군이 장안을 직공한다. 결국 여포를 패퇴시키고 장안을 점령한다. 헌제를 시해하려는 이각과 곽사를 장제와 번조가 말린다. 4인방은 마등과 한수의 장안 공성도 가후의 계책에 따라 지구전으로 물리친다. 번조는 한수를 추격하다가 놓아준 것이 책잡혀 이각에게 목숨을 잃고 남은 군사는 장제에게 넘어간다.

## 같이 보기
- 삼국지 인물 목록

## 참고 문헌
- 《후한서》72권 열전 제62 동탁